# Pliosteostoma
Pliosteostoma is een monotypisch geslacht van straalvinnige vissen uit de familie van haringen (Clupeidae).

## Soort
- Pliosteostoma lutipinnis (Jordan and Gilbert, 1882)